# Norton Camp
Norton Camp war von Juli 1945 bis Juni 1948 ein englisches Studienlager für deutsche Kriegsgefangene in der Grafschaft Nottinghamshire nahe Mansfield. Gegründet wurde es auf Initiative des britischen Kriegsministeriums sowie des schwedischen Theologen Birger Forell. Ursprünglich sollten Volksschullehrer und Theologen ausgebildet werden; zusätzlich wurde schließlich eine größere Zahl von Abiturprüfungen abgehalten.

## Gründung
In der Konzipierung des Lagers kamen zwei unterschiedliche Interessen zusammen. Birger Forell und mit ihm vor allem deutsche evangelische sowie britische Kirchenkreise wollten eine theologische Ausbildungsstätte für zukünftige Geistliche einrichten. Das britische Kriegsministerium dagegen favorisierte eine Ausbildungsstätte für zukünftige Volksschullehrer in Deutschland, da das Schulwesen in Deutschland in starkem Maße von NSDAP-Mitgliedern beeinflusst war. Man einigte sich schließlich auf eine Kombination beider Ansätze; in der Umsetzung spielte der YMCA die entscheidende Rolle.
Das Lager Nr. 174 war ursprünglich als Lager für gefangene Offiziere errichtet worden, die dann Mitte 1945 eher missmutig das relativ gut ausgestattete Lager zugunsten von Neuankömmlingen aus anderen Lagern verlassen mussten. Die ersten Lehrer trafen ab Ende Juni im Lager ein; im Juli kamen, nach einigen Schwierigkeiten – denn die abgebenden Lagerkommandanten wollten ihre besten Leute nicht verlieren –, die ersten Kriegsgefangenen und Pfarrer R. Damrath, der Studienleiter der theologischen Schule werden sollte.

## Studienlager
Über die drei Jahre der Existenz des Studienlagers wurden in der pädagogischen Abteilung 600 Grundschullehrer ausgebildet, um im Nachkriegsdeutschland Unterricht zu erteilen. In der theologischen Abteilung erhielten 130 Studenten eine Teil- oder Vollausbildung als Geistliche; es wurden 100 Laienhelfer für die deutschen Kirchen ausgebildet, zusätzlich 125 junge Menschen als katholische oder evangelische Jugendarbeiter. In einer weiteren Unterrichtssektion legten etwa 200 Studenten die Abiturprüfung ab.
Die Arbeit des YMCA im Norton Camp war ein wichtiger Baustein im Konzept der Re-Education der deutschen Kriegsgefangenen und hatte auch Auswirkungen auf Deutschland. Im Norton Camp wurde etwa mit der kurzen Grundschullehrerausbildung schon früh, ab Mitte 1945, ein Programm erprobt, das in der britischen Zone in Deutschland erst einige Jahre später in der Gründung pädagogischer Fakultäten an den Universitäten umgesetzt wurde. Nach Kriegsende diskutierten die westlichen Alliierten anfangs, ob und wann man die Schulen in Deutschland überhaupt wieder öffnen kann. In der amerikanischen Zone wurden diese schließlich im Laufe des Herbstes wieder geöffnet, weil die Kinder von den Straßen geholt werden sollten. Ursprünglich war v. a. in der amerikanischen Zone eine Schließung für mehrere Jahre erwogen worden, da der gesamte Schulapparat von früheren Mitgliedern der NSDAP durchsetzt war.
Der Entschluss, auch Abiturkurse für die Soldaten anzubieten, die viel zu früh und teilweise ohne Schulabschluss einberufen worden waren, fand unter Einbeziehung der sich neu bildenden Kultusbehörden in der britischen Zone statt. An einer Konferenz in London im Frühjahr 1946 nahmen u. a. der Beauftragte für das Erziehungswesen in der britischen Zone Adolf Grimme, der Hamburger Schulsenator Heinrich Landahl sowie aus dem Lager von Seiten der Lehrer, die zu dieser Zeit Kriegsgefangene waren, der aus Hamburg stammende ehemalige Offizier und Studienrat Willi Lassen teil. Nach einem Besuch im Herbst des Jahres wurden die ersten Abiturarbeiten vom Hamburger Schulrat Merck geprüft und hoch gelobt. Willi Lassen, der die Abiturprüfungen geleitet hatte, wurde zum Kommissar für das Abitur in den englischen Lagern ernannt.
Ein Grundproblem beim Aufbau des Lagers bestand darin, einen geeigneten Mann aus dem Kreis der Kriegsgefangenen zu finden, der als Lagerältester einerseits die ehemaligen Soldaten vertreten, andererseits als Mittler zum Lagerkommandanten agieren sollte. Hier schaltete sich Birger Forell anfangs sogar persönlich ein, was nicht verhinderte, dass zwischenzeitlich ein Lagerältester auserkoren wurde, der ein ehemaliges Parteimitglied war. Die Befragung und Überprüfung der Soldaten durch die englischen Militärs hatte eine hohe Fehlerquote. 1946 wurde schließlich Willi Lassen als Lagerältester ernannt, der damit zu einer der zentralen Figuren des Lagers wurde.